# Alexandra Andrei
Alexandra Oana Andrei (n. Gogoriță, pe 17 aprilie 1991, în Corabia) este o handbalistă din România care joacă pe postul de intermediar stânga pentru clubul SCM Gloria Buzău.

## Biografie
Andrei a început să joace handbal la CSȘ Corabia, iar junioratul l-a făcut la CSȘ Caracal, echipă alături de care a ieșit campioană la toate categoriile de vârstă, obținând și titlul de cel mai bun inter stânga. În 2009, a semnat cu echipa de senioare Rulmentul Municipal Brașov, iar în 2010 ca urmare a problemelor financiare ale echipei brașovene, Andrei s-a transferat la clubul SCM Craiova. În ianuarie 2014, Alexandra Andrei și-a reziliat contractul cu SCM Craiova și a semnat cu HCM Râmnicu Vâlcea. În anul 2015, Alexandra Andrei s-a transferat la nou promovata HC Alba Sebeș. În noiembrie 2015, Andrei și-a reziliat contractul cu HC Alba Sebeș și s-a întors la SCM Craiova. Alexandra Andrei a sosit la SCM Craiova din postura de a treia marcatoare a Ligii Naționale, ea înscriind în turul sezonului 2015-2016 98 de goluri. Alături de echipa craioveană, Andrei a câștigat medalia de argint în Cupa României ediția 2016-2017.
Începând din 2007, Alexandra Andrei a fost membră a echipelor naționale de junioare și tineret ale României, pentru care a jucat în total în 28 de meciuri și a înscris 27 de goluri. În mai 2011, Andrei a fost convocată de antrenorul Radu Voina pentru prima dată la echipa națională de senioare, pentru care, până în mai 2012, a jucat în 9 meciuri și a înscris 8 goluri.
În anul 2014, Andrei a fost convocată pentru Campionatul Mondial Universitar din Portugalia, unde naționala României a terminat pe poziția a patra, iar handbalista a fost a doua marcatoare a competiției, cu 37 de goluri. În anul 2016, Andrei a participat din nou cu echipa națională universitară a României la Campionatul Mondial din Spania, de la Málaga, unde a obținut medalia de argint.
La sfârșitul sezonului 2016-2017, Alexandra Andrei s-a transferat la CSM Slatina.
În 2018, Andrei a fost penalizată și suspendată de FRH, deoarece a încheiat, în martie 2018, un contract cu Măgura Cisnădie iar ulterior, în iulie 2018, și-a prelungit contractul cu CSM Slatina. Clubul Măgura Cisnădie a sesizat FRH, iar Comisia Centrală de Disciplină a decis sancționarea Alexandrei Andrei cu penalitate 5.000 lei și suspendare pentru 6 luni, începând cu 22 august 2018. Handbalista a formulat apel la hotărârea Comisiei Centrale de Disciplină, iar Comisia Centrală de Apel a admis, în parte, apelul, modificând hotărârea Comisiei Centrale de Disciplină, în sensul aplicării unei penalități de 2.500 lei și suspendare pentru o lună. Alexandra Andrei a revenit pe terenul de joc începând cu 7 octombrie 2018, într-o partidă contând pentru etapa a IV-a a sezonului 2018-2019.
În februarie 2019, într-un meci împotriva echipei Corona Brașov, Alexandra Andrei a suferit o ruptură a ligamentelor anterioare încrucișate la piciorul stâng, fiind supusă unei intervenții chirurgicale la o clinică din Târgu Mureș, recuperarea fiind făcută la Craiova alături de kinetoterapeutul Alin Burileanu. Andrei a revenit pe teren odată cu începutul pregătirilor pentru sezonul 2019-2020 a Ligii Naționale. La sfârșitul sezonului 2019-2020, Alexandra Andrei a semnat cu SCM Craiova, urmând a evolua pentru a treia oară pentru echipa craioveană. După trei sezoane petrecute la SCM Craiova, Alexandra Andrei a semnat cu CSM Galați, echipă care a retrogradat în eșalonul secund la sfârșitul sezonului 2022-2023. Dupa trei luni petrecute la Galati, ea s-a transferat la SCM Gloria Buzău.

## Palmares
- Campionatul Mondial Universitar:
  -  Medalie de argint: 2016

- Liga Campionilor:
  - Calificări: 2010

- Cupa Cupelor:
  - Optimi: 2016

- Cupa EHF:
  - Turul 3: 2010

- Cupa României:
  -  Medalie de argint: 2017

- Campionatul Național de Junioare I:
  -  Câștigătoare: 2009

- Campionatul Național de Junioare II:
  -  Câștigătoare: 2008

- Campionatul Național de Junioare III:
  -  Câștigătoare: 2006
  -  Medalie de argint: 2007